# Matt Franklin
Matthew Keith „Matt“ Franklin (* um 1960) ist ein US-amerikanischer Kryptograph und Informatiker.
Franklin erhielt 1983 seinen Bachelor-Abschluss in Mathematik am Pomona College und 1985 seinen Master-Abschluss an der University of California, Berkeley bei Elwyn Berlekamp und Gilles Brassard (Mathematical Investigations of the Data Encryption Standard). Er wurde 1994 an der Columbia University bei Zvi Galil (* 1947) und Moti Yung promoviert (Efficiency and security of distributed protocols). 1994 bis 1998 war er an den Bell Laboratories und 1998 bis 2000 in Xerox PARC. Ab 2000 war er Professor an der University of California, Davis, mit voller Professur ab 2004.
Er befasste sich unter anderem mit Protokollen für E-Commerce, sicheres verteiltes Rechnen, elektronischem Wählen und Kryptanalyse. Bekannt ist er für das Boneh-Franklin-Verfahren der Erzeugung von Public-Key-Schlüsseln mit Weil-Paarung von Elliptischen Kurven (mit Dan Boneh 2001).
Von 2009 bis 2014 ist er Herausgeber des Journal of Cryptology.
2001 erhielt er einen NSF Career Award und wurde Packard Fellow.
2013 erhielt er den Gödel-Preis mit Dan Boneh.

## Schriften
- mit Michael K. Reiter: The Design and Implementation of a Secure Auction Service, IEEE Transactions on Software Engineering, Band 22, 1996, S. 302–312
- mit Ronald Cramer, Berry Schoenmakers, Moti Yung: Multi-authority secret-ballot elections with linear work, Advances in cryptology—EUROCRYPT '96: International Conference on the Theory and Application of Cryptographic Techniques Saragossa, Spain, May 12–16, 1996, Proceedings, Lecture Notes in Computer Science 1070, Springer 1996
- mit Michael K. Reiter: Fair exchange with a semi-trusted third party, Proceedings of the 4th ACM Conference on Computer and Communications Security (CCS '97), 1997, S. 1–5
- mit Dan Boneh: An efficient public key traitor tracing scheme Advances in Cryptology — CRYPTO’ 99: 19th Annual International Cryptology Conference Santa Barbara, California, USA, August 15–19, 1999, Proceedings, Lecture Notes in Computer Science 1666, Springer, 1999, S. 338–353
- mit Dan Boneh: Efficient generation of shared RSA keys, Journal of the ACM, Band 48, 2001, S. 702–722
- mit Dan Boneh: Identity-based encryption from the Weil pairing, SIAM Journal on Computing, Band 32, 2003, S. 586–615